# Geranomyia carunculata carunculata
Geranomyia carunculata là một phân loài ruồi của loài Geranomyia carunculata trong họ Limoniidae. Chúng phân bố ở vùng Tân nhiệt đới.